# Тзавелас
Тзавелас или Тзавеллас (на гръцки: Τζαβέλας ή Τζαβέλλας) е виден сулиотски род, от който произхождат редица гръцки общественици. Представители на рода има и в България.

## История
Кланът Тзавеллас е един от двата рода в Сули, който застава начело на т.нар. Сулиотската федерация (обединение от четири селища) заедно с подчинените им други – за закрила и отбрана от Али паша Янински и на други седем селища по време на Сулиотската война.
Сулиотите завоюват със силата на оръжието и изтръгват от властта на агите на Али паша Янински още 66 селища в района на Пинд. Според историка Георгиос М. Сариянис в „Република, развитие и учредяване на Сулиотската федерация (XVI-XVIII в.)“ (на гръцки: Σαρηγιάννης, Γεώργιος Η δημοκρατία, η εξέλιξη και η συγκρότηση της Σουλιώτικης Ομοσπονδίας (16ος-18ος αι.)) основател на клана е венецианския поданик Василиос Тзаравелла (на гр. Βασίλειος Τζαραβέλλα).
Ръководител на Федерацията и стратег на военните сблъсъци през XVIII век е Ламброс Тзавеллас (1745 – 1792), а след неговата смърт и синът му Фотос Тзавеллас (Сули, 1770 – Корфу, 1809), наричан в гръцката историография „Ахил на Сули“. Фотос е включен в състава на т.нар. албански полк.
Тзавеллас ръководят някои от най-кръвопролитните битки срещу Али паша Янински, като по този начин Федерацията се превръща в сериозна пречка за разширяване на неговата автономна власт. Кланът Тзавеллас и останалите сулиотски родове превръщат Сули в една от малкото крепости на Балканите, запазили своята независимост до падането на Сули през 1803 г.

## Художествени интерпретации
Сулиотите са възпети за храбростта си от видния филелин лорд Байрон в поемата „Чайлд Харолд“. За Фотос Тзавеллас националният гръцки герой Теодорос Колокотронис казва, че е бил „съвършенството“ (на гр: ... ο Φώτος Τζαβέλλας ήτο το τέλειο.). Фотос Тзавеллас и баща му Ламброс Тзавеллас записват една от най-славните страници по героизъм и родолюбие в новата гръцка история по време на пленничеството (1792 – 1793) на Фотос при Али паша Янински, когато последният пленява с хитрост и измама 70 други сулиотски бойци. От този период е запазен и „Дневникът на пленничеството на Фотос Тзавеллас“ (на гръцки: Το ημερολόγιο της αιχμαλωσίας του Φώτου Τζαβέλλα). Али паша обещава пари, почести и длъжности, отправя и заплаха на военачалника Ламброс Тзавеллас, че ще убие сина му, ако сулиотите не му се подчинят, в отговор на което получава следното писмо от своя „заклет враг“, както се подписва Ламброс (в оригинал на гр. език: Εγώ ο ωμοσμένος εχθρός σου/ καπετάν Λάμπρος Τζαβέλλας): 
| „ | (в откъс) „Ако синът ми, който е толкова млад, не би бил доволен да се жертва за Родината си, то той не е достоен да живее и да се нарича мой син. Хайде, давай невернико, нямам търпение да ти отмъстя! Аз съм тук да защитавам Родината си срещу един крадец.“ | “ |

 Писмото разгневява Али паша Янински, но след първоначалния си порив незабавно да убие Фотос, той се въздържа. Напада сулиотите на 20 юли 1792 г., които обаче са подготвени за удара и Али паша претърпява пълно поражение. Част от мирния договор предвижда и освобождаването от пленничество на Фотос Тзавеллас, който кара и в бъдеще Али паша да съжалява, че не е приключил с него още докато лежи в собствената му тъмница. Счита се легендарно, че по-късно Фотос умира отровен от агенти на пашата в Корфу през 1809 г. Синът му Кицос Тзавеллас продължава делото на своите предци, като се превръща в един от военачалниците на Гръцкото освободително въстание от 1821 г. Името му е записано в някои от най-решаващите битки – като тези по време на обсадата на Месолонги през 1822 и 1825 г. (Лорд Байрон умира след настинка в Месолонги през 1824 г., охраняван до последно от сулиотите). Кицос Тзавеллас е адютант на крал Ото I в следосвобожденска Гърция, два пъти е министър на войната и министър-председател през 1847 – 1848 г. Десетки представители на клана Тзавеллас ръководят и участват в битки в Гръцкото освободително движение, в което и загубват живота си.

## Видни представители

### Гърция
- Ламброс Тзавеллас (1745 – 1792), основател на рода Тзавеллас в Сули и яростен противник на Али паша Янински, стратег на Сулиотската федерация през 18 век;
- Мосхо Тзавелла (1760 – 1803), съпруга на Ламброс Тзавеллас, участничка в борбите с турците и народна героиня;
- Софо Тзавелла, дъщеря на Ламброс Тзавеллас и Мосхо Тзавелла, участничка в борбите срещу Али паша Янински
- Фотини Тзавелла, внучка на Ламброс Тзавеллас, придворна дама на кралица Амалия (1836 – 1862) и съпруга на националния гръцки герой Теодорос Колокотронис

- Фотос Тзавеллас (1770 – 1809), син на Ламброс и Мосхо Тзавелла, също като тях яростен противник на Али паша Янински
- Зигурис Тзавеллас (? – 1823), син на Ламброс Тзавеллас и Мосхо Тзавелла, загива като генерал в Гръцката война за независимост
- Кицос Тзавеллас (1800 – 1855), син на Фотос Тзавелас, един от героите на Гръцкото въстание от 1821 г., два пъти Министър на войната (1844 – 1845 и 1849) и Министър-председател на Гърция (1847 – 1848)
- Георгиос Тзавеллас (? – 1827), син на Фотос Тзавелас, участник в гръцкото въстание
- Никос Тзавелас (1881 – 1921), гръцки андарт, участник в Балканските войни
- Костас Тзавеллас (? – 1940), участник в Италианско-гръцката война.

### България
- Христофор Тзавелла (1934 – 2018), български фолклорист, поет, историк, автор и водещ на предаването „Потомците разказват“ по БНТ през 80-те г.
- София Тзавелла, българска ТВ журналистка, режисьорка и сценаристка на документални филми, дъщеря на Христофор Тзавелла.
- Макдонна-Мосхо Тзавелла, дъщеря на Христофор Тзавелла, българска художничка.